# Montemayor de Pililla
Montemayor de Pililla es un municipio de España situado en el sur de la provincia de Valladolid, en la comunidad autónoma de Castilla y León. Se encuentra a 869 m de altitud sobre el nivel del mar, en el Páramo de Montemayor, enclavado en la comarca natural de la Tierra de Pinares vallisoletana, por el cual discurren varios arroyos, entre los que se hallan el Valcorba, el Valdecelada o Las Adoberas. Tiene una población de 860 habitantes (INE 2024).

## Símbolos
El escudo heráldico y la bandera que representan al municipio fueron aprobados oficialmente el 5 de diciembre de 2003. El escudo se blasona de la siguiente manera:

Escudo partido. 1.º de gules, cruz latina de plata. 2.º de plata , villa de gules acompañada de cuatro pinos arrancados de sinople. Al timbre corona real cerrada.
Boletín Oficial de Castilla y León nº 14 de 22 de enero de 2004

La descripción textual de la bandera es la siguiente:

Bandera rectangular, de proporciones 2:3, formada por tres franjas horizontales en proporciones 1/6, 4/6 y 1/6, siendo la superior roja, blanca la central y verde la inferior. Llevará el Escudo Municipal sobre la franja blanca en el centro de la misma.
Boletín Oficial de Castilla y León nº 14 de 22 de enero de 2004

## Geografía
La localidad está situada a una altitud de 867 m sobre el nivel del mar.
| Noroeste: La Parrilla   | Norte: Traspinedo          | Noreste: Santibáñez de Valcorba |
| Oeste: Portillo         |                            | Este: Cogeces del Monte         |
| Suroeste: Camporredondo | Sur: San Miguel del Arroyo | Sureste: Torrescárcela          |

## Historia

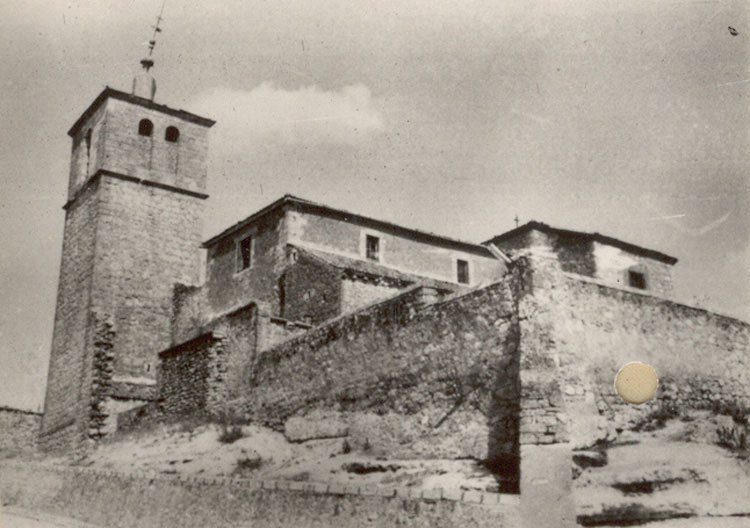
Imagen antigua de la iglesia de Santa María Magdalena.

El municipio forma parte de la Comunidad de Villa y Tierra de Cuéllar, estando encuadrado en el Sexmo de Montemayor, del que era cabeza, y estaba formado por El Caño, La Pililla, San Miguel del Arroyo, Santiago del Arroyo, San Cristóbal del Henar, Casarejos y Viloria del Henar, rayando con el Sexmo de Valcorba hasta Traspinedo.
Hasta la reforma de la nomenclatura municipal de 1916 el municipio se llamaba simplemente Montemayor. En dicha fecha su nombre fue modificado por el de Montemayor de Pililla.

## Patrimonio
- Iglesia parroquial de Santa María Magdalena

- Humilladero del Cristo

El humilladero del Cristo está situado al sur del pueblo de Montemayor de Pililla señalando a sus costados los caminos que conducían a San Miguel del Arroyo y Cuéllar.
- Cruz del Pico

## Demografía
Cuenta con una población de 860 habitantes (INE 2024).
| Gráfica de evolución demográfica de Montemayor de Pililla entre 1842 y 2021 |
| |
| Población de derecho según los censos de población del INE Población de hecho según los censos de población del INEEn estos censos se denominaba Montemayor: 1842, 1857, 1860, 1877, 1887, 1897, 1900 y 1910 |

## Fiestas
Las fiestas mayores suelen comenzar el día 13 de septiembre, se celebra la Exaltación de la Santa Cruz, y acaban el día 18. Se caracterizan por la plaza de toros, cuadrada y de palos, premiada recientemente por la asociación "El Comeso" de Portillo (Valladolid). En septiembre de 2017, la Función de la Cruz y la plaza de toros de la Empalizada fueron declaradas Bien de Interés Cultural (BIC) de carácter inmaterial. El 22 de julio es el día de la patrona, María Magdalena.

## Mapas

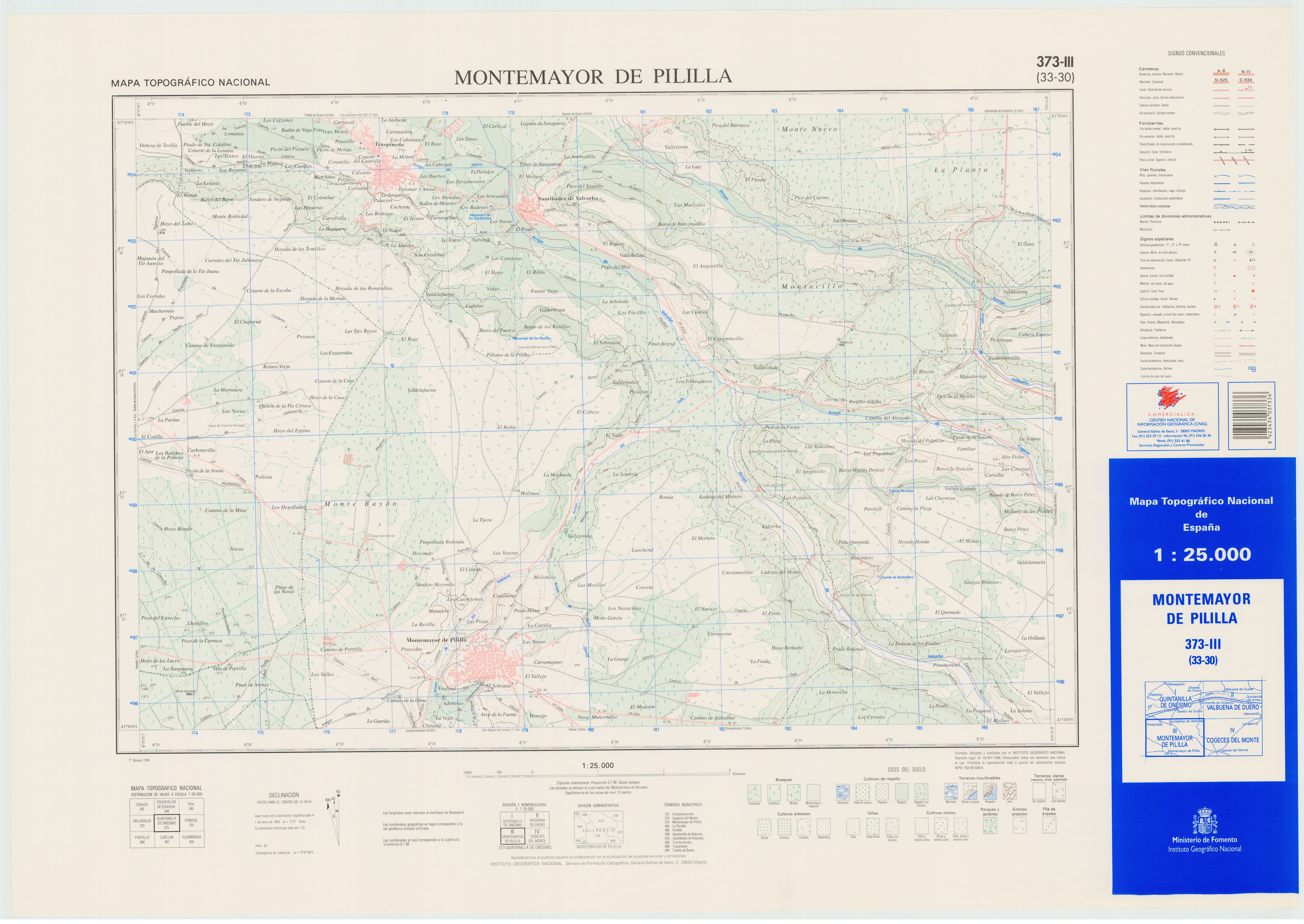
Mapa Topográfico del año 1996
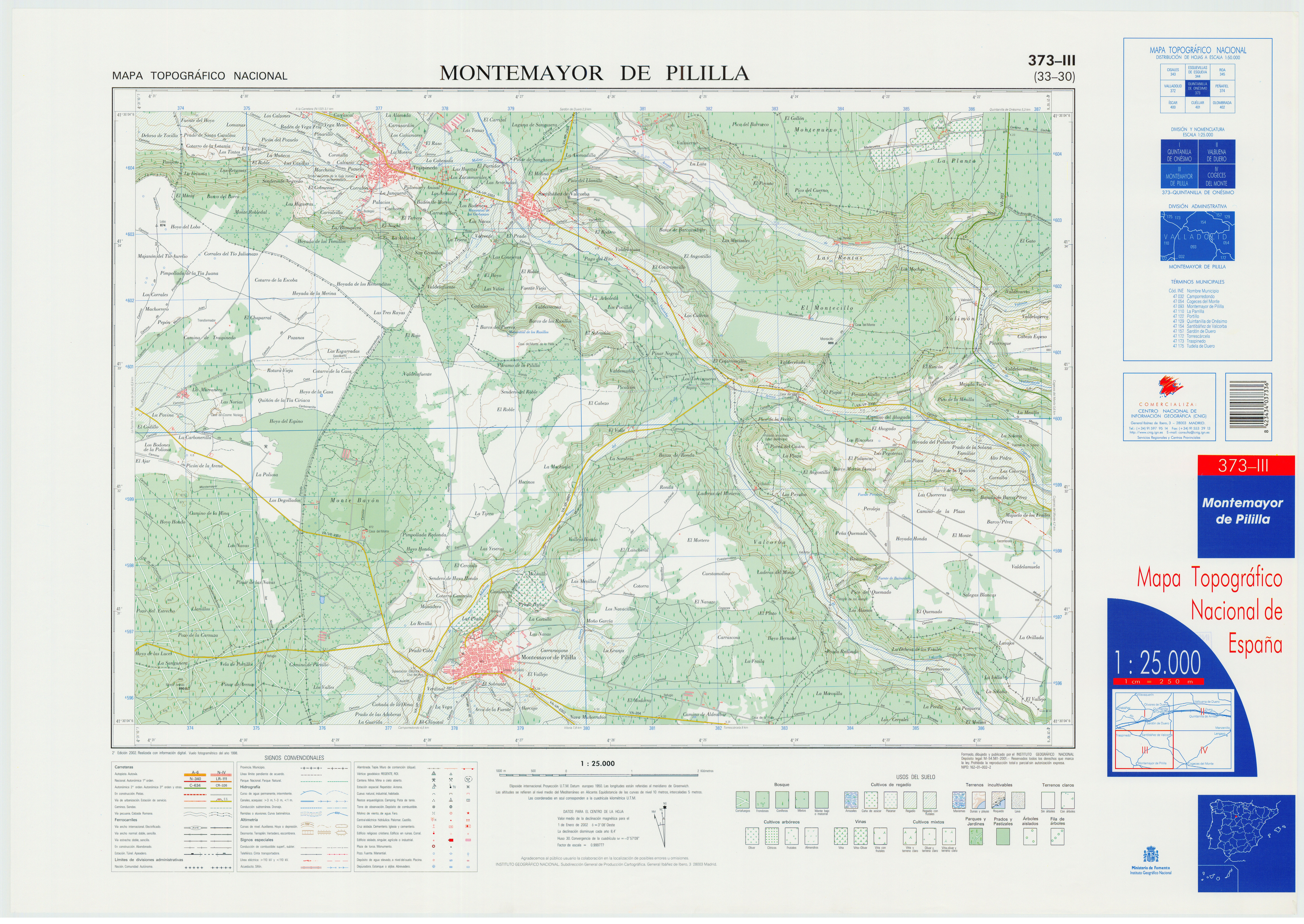
Mapa Topográfico del año 2002
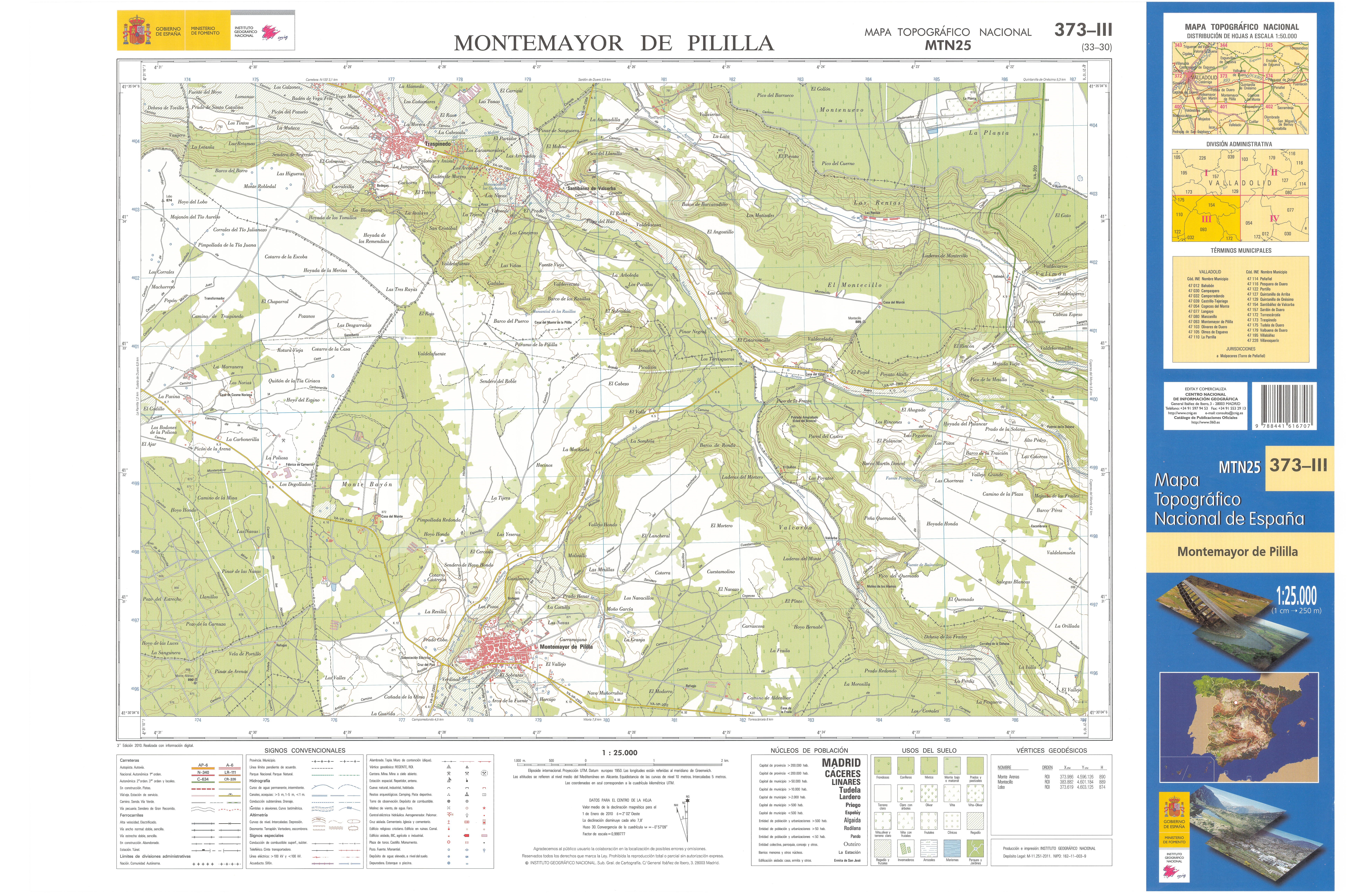
Mapa Topográfico del año 2010